# Radler
Radler (nemško »kolesar«) je pijača, pripravljena iz piva in gazirane brezalkoholne pijače z okusom limonade, običajno v razmerju 50:50. Dolgo zgodovinsko tradicijo ima v nemško govorečih deželah, kot osvežitev pa je priljubljen predvsem v poletnem času.

## Zgodovina
Izraz radler izhaja iz pijače, imenovane »Radlermaß« (kolesarjeva utež). Zgodba pravi, da je radler izumil gostilničar v Oberhahingu blizu Münchna na Bavarskem Franz Xaver Kugler, ko se je v njegovem gostišču ustavila večja skupina kolesarjev, njemu pa je zmanjkovalo piva – zato je zalogo dopolnil tako, da ga je zmešal z limonado.
A pisni viri razkrivajo, da je izvor radlerja starejši: v knjigi Erinnerungen einer Überflüssigen (slovensko: Spomini odvečnega), ki je izšla leta 1912 in opisuje obdobje ob koncu 19. stoletja, avtorica Lena Christ piše, da so Radlermaß točili že takrat.